# Aeropuerto de Kírov-Pobedílovo
El Aeropuerto de Kírov-Pobedílovo (del ruso: Аэропорт Киров-Победилово) (IATA: KVX, ICAO: USKK) es un aeropuerto ubicado 22 km al sudoeste de Kírov, capital del óblast de Kírov, Rusia. 
Está operado por la empresa "Kírov Air Enterprise" (del ruso: Кировское авиапредприятие).
El espacio aéreo está controlado desde el FIR de Kírov (ICAO: USKK).

## Pista
Cuenta con tres pistas:
La pista principal es de asfalto en dirección 04/22, de 2.202 х 49 m (7.223 x 161 pies) y tiene un pavimento del tipo 45/F/D/W/T, lo que permite la operación de aeronaves con un peso máximo al despegue de 170 toneladas, así como todo tipo de helicópteros durante todo el año, dentro de los horarios establecidos.
La segunda pista es de hormigón en dirección 06/24, de 685 х 30 m (2.247x98pies)
La tercera es una pista de tierra en dirección 15/33, de 600 х 100 m (1.968 x 328pies)

## Enlaces externos

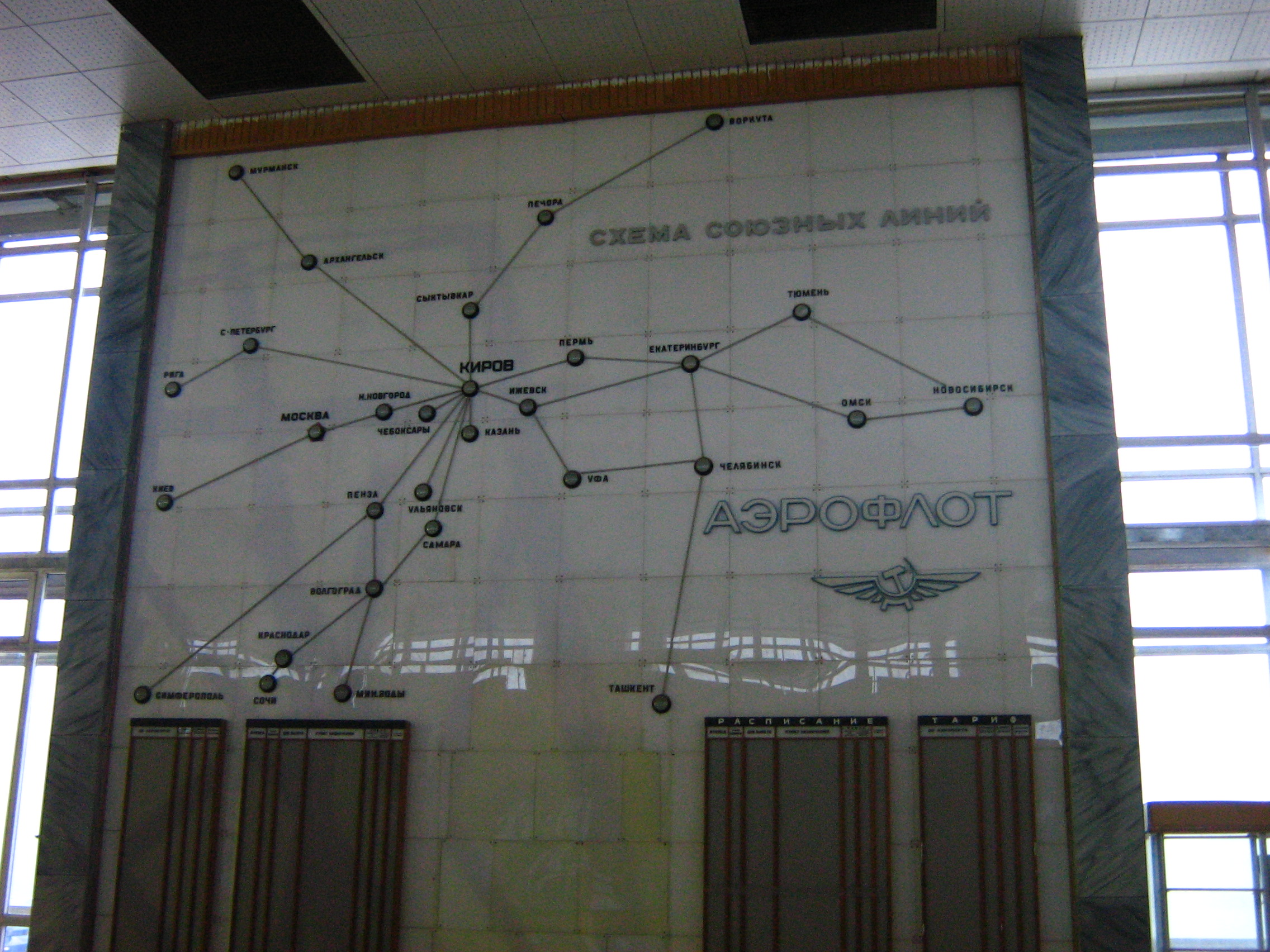
Antiguo mapa de la era soviética.
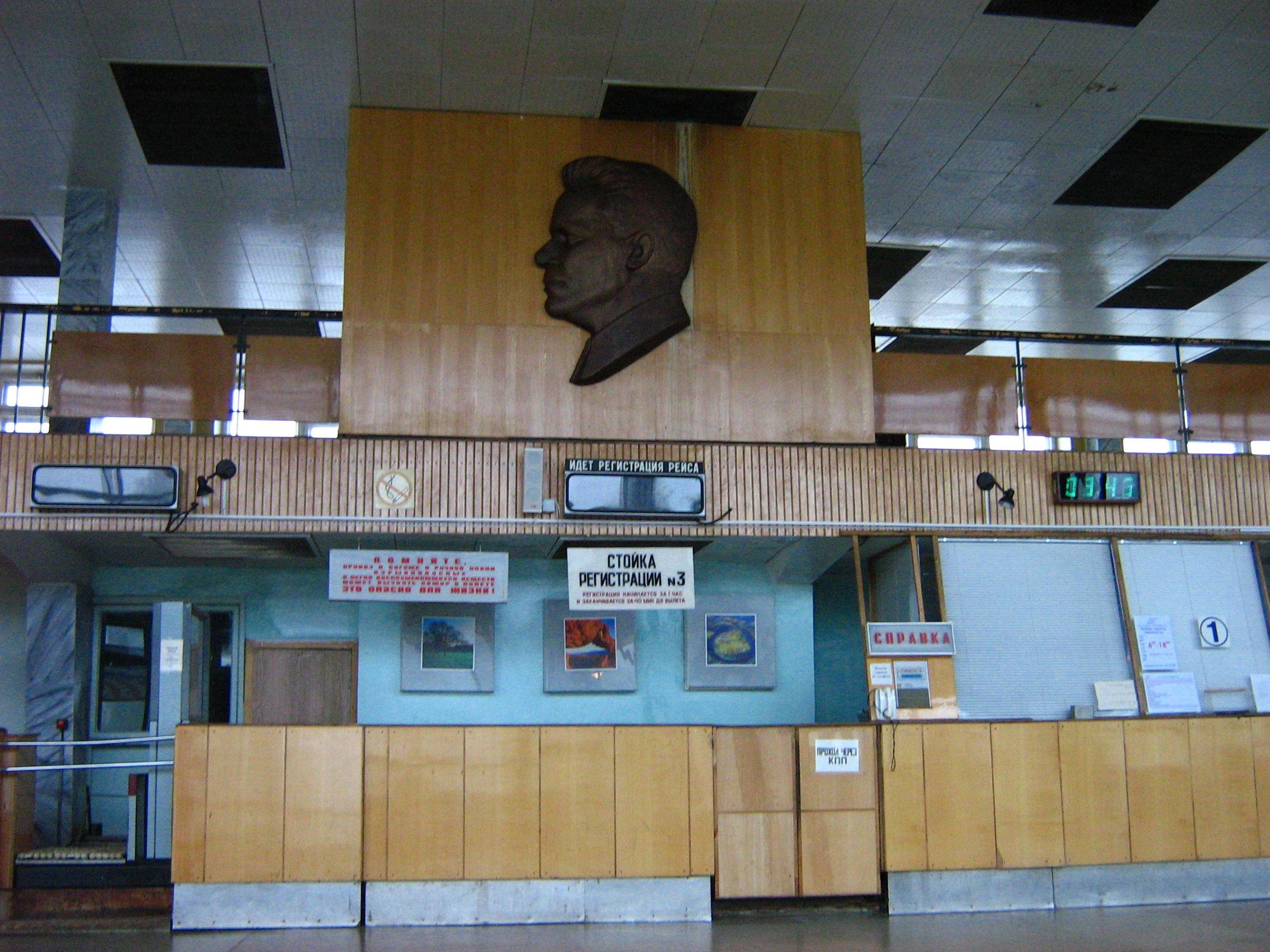
Mostrador. La silueta es de Serguéi Kírov.
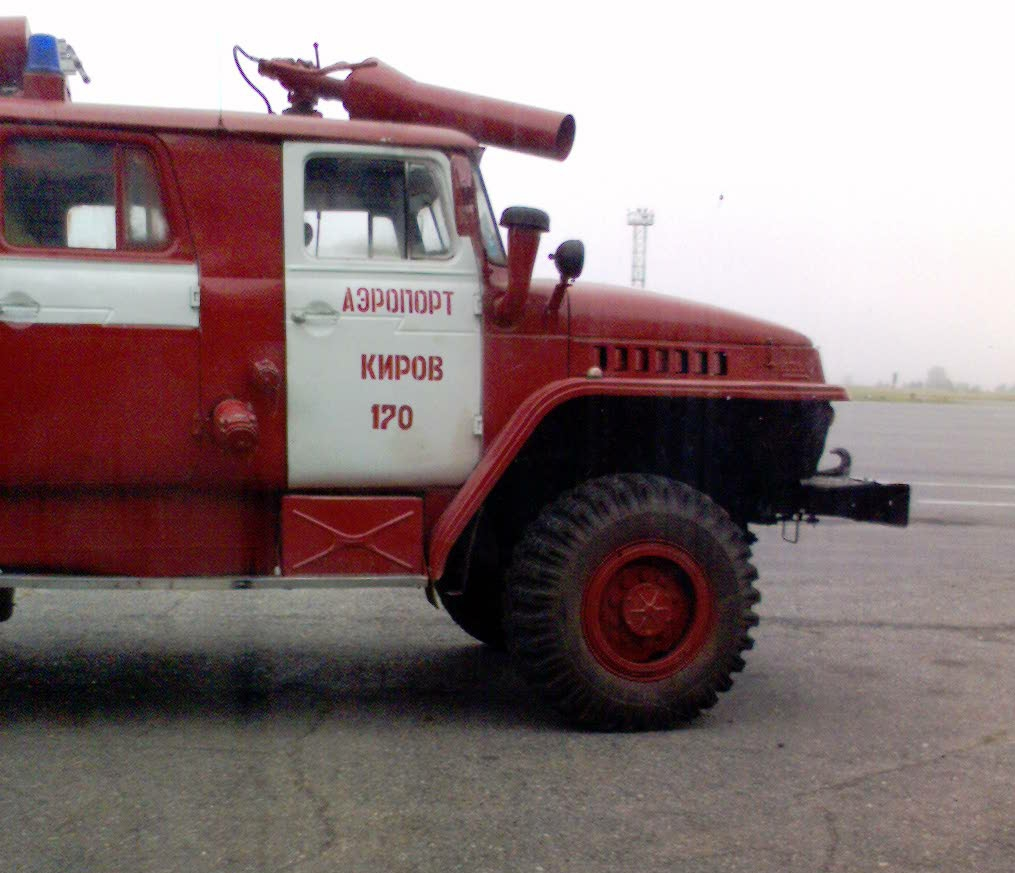
Vehículo de extinción de incendios.